# 트윈시티 남산타워
트윈시티 남산타워(영어: Twin City Namsan Tower)는 대한민국 서울특별시 용산구 동자동에 위치한 트윈시티 남산타워는 오피스, 호텔, 오피스텔, 리테일로 이루어진 복합 건물이다.

## 역사
2012년 용산 쌍용플래티넘이라는 명칭으로 분양 및 착공하였고 2014년 완공 및 개장 후 입주 이후 2015년 용산 쌍용플래티넘을 트윈시티 남산타워로 명칭을 변경하였다.

## 시설
오피스와 오피스텔으로 나누고 헬스장, 카페, 편의점, 클리닉, 브런치, 맛집 등이 있다.

### 오피스 시설
| 층수                | 시설           |
| ------------------- | -------------- |
| 19층 ~ 30층         | 호텔           |
| 2층 ~ 18층          | 업무시설       |
| 2층 ~ 18층          | 사무실, 라운지 |
| 1층                 | 로비           |
| 지하 6층 ~ 지하 2층 | 지하주차장     |

### 오피스텔 시설
| 층수                | 시설                   |
| ------------------- | ---------------------- |
| 29층                | 라운지, FITNESS CENTER |
| 2층 ~ 28층          | 오피스텔               |
| 1층                 | 로비                   |
| 지하 6층 ~ 지하 2층 | 지하주차장             |

## 같이 보기
- 대한민국의 호텔 목록
- 대한민국의 마천루 목록
- 서울특별시의 마천루 목록